# Altes Schulhüsle

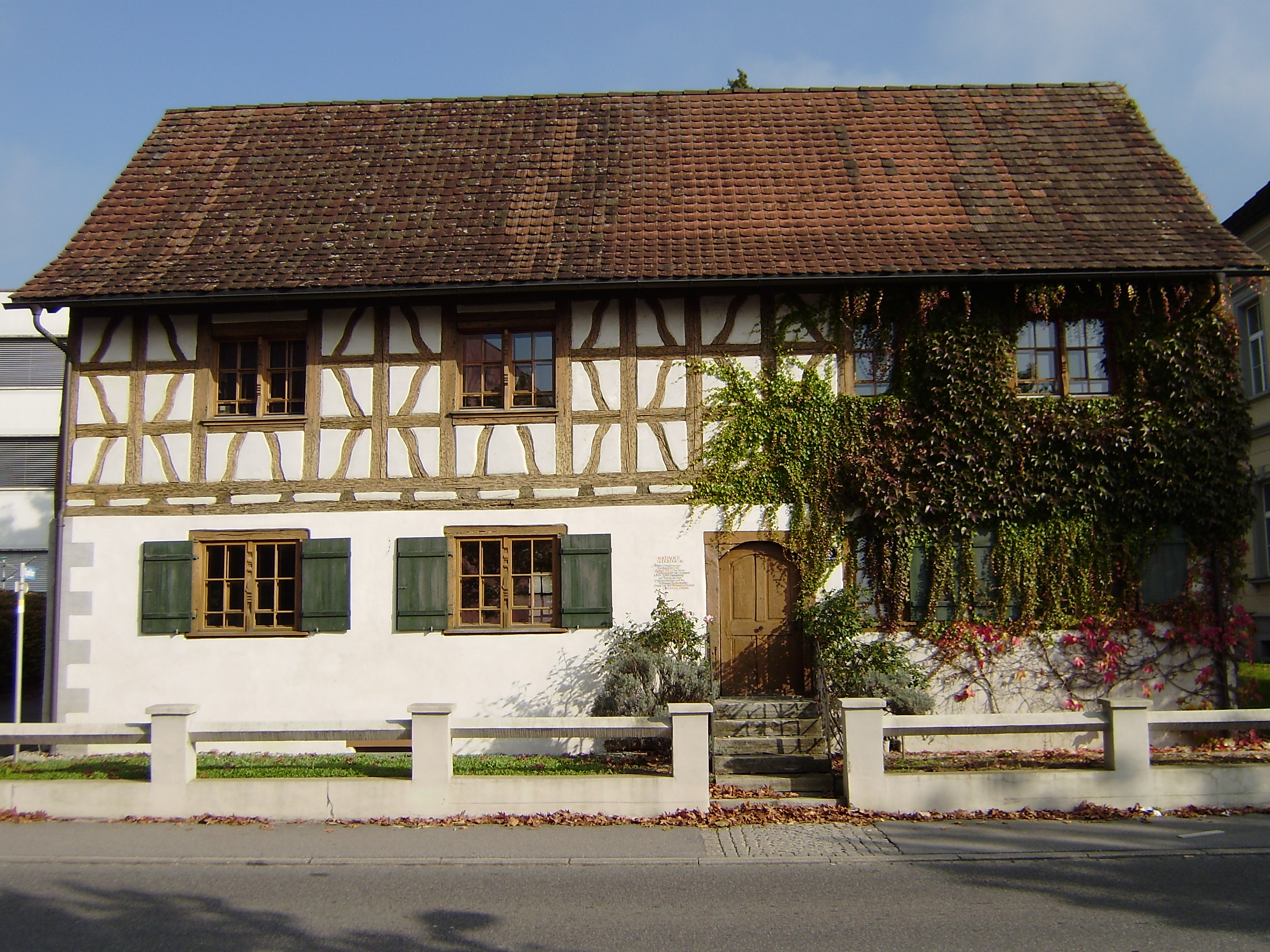
Straßenansicht des Alten Schulhüsle (2011)

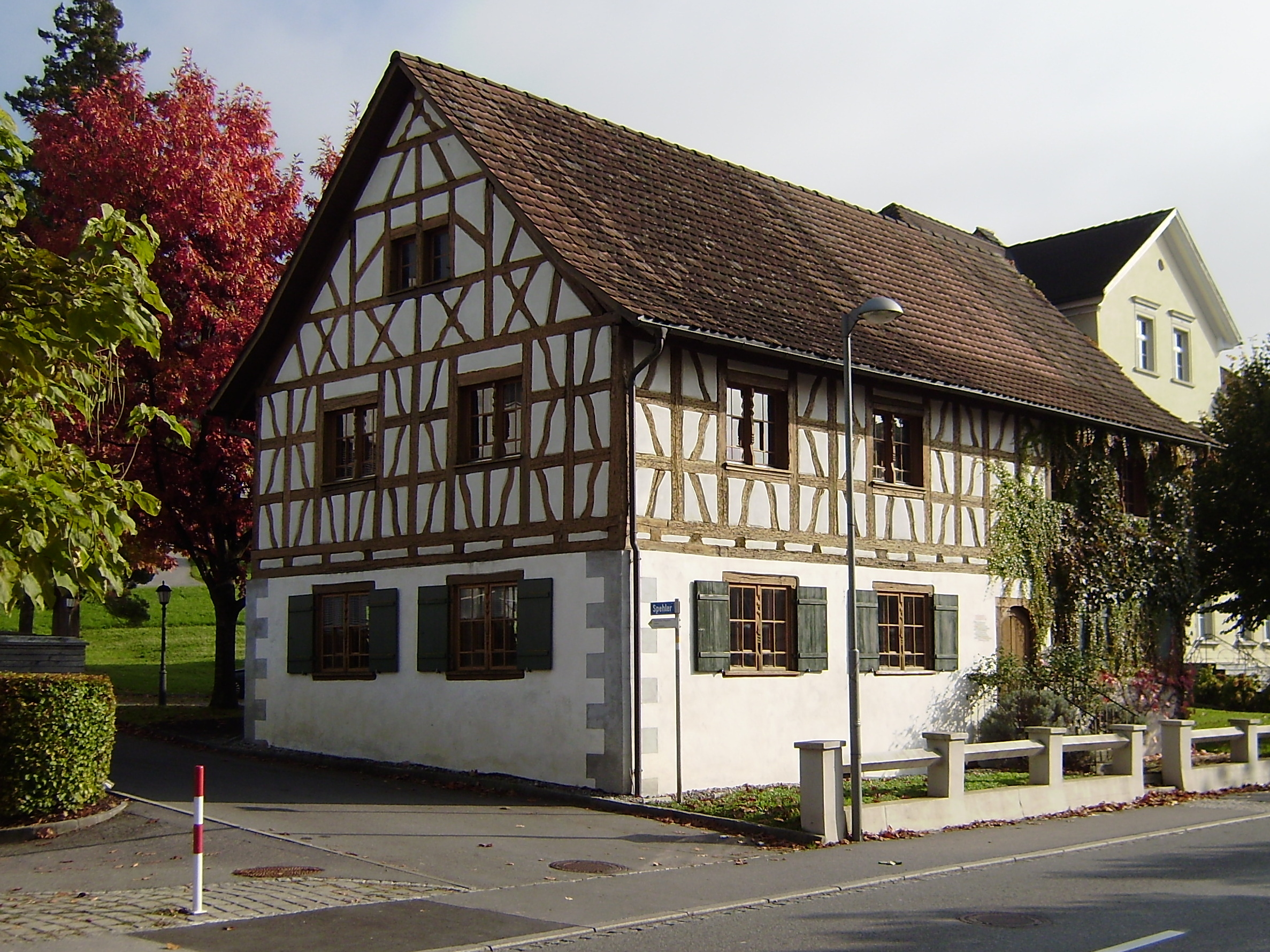

Das Alte Schulhüsle (hdt.: Altes Schulhäuschen) ist ein denkmalgeschütztes Objekt in der Gemeinde Lochau, Vorarlberg, Österreich und wurde im Zeitraum zwischen den Jahren 1760 und 1775 unter der Regierungszeit von Kaiserin Maria Theresia erbaut. Das Haus wurde nach 1774, als die allgemeine Schulpflicht eingeführt wurde, als Schulhaus adaptiert.

## Lage
Das Gebäude steht mit der Hauptseite nach Westen direkt an der Landstraße (L 1). Nördlich und an der Ostseite führt die Straße Spehler am Haus vorbei. Im Norden am Haus vorbei war auch früher der Oberlochauerbach offen geführt. Dieser ist nun verrohrt und in diesem Bereich nicht mehr sichtbar.
Südlich vom Alte Schulhüsle direkt angrenzend (nach hinten etwas versetzt) steht die Alte Schule und im Westen, auf der anderen Seite der Landstraße, wenige hundert Meter entfernt seit einigen Jahren das neue Schulzentrum.

## Geschichte
1774 wurde in Österreich durch Kaiserin Maria Theresia die Allgemeine Schuldordnung erlassen und die Schulpflicht eingeführt. In Lochau wurde zuerst in Privathäusern unterrichtet, bis dann der Schulbetrieb im Schulhüsle aufgenommen werden konnte. 1806 ist das Gebäude im Bayrischen Kataster als Schulhaus mit Lehrerwohnung ausgewiesen.
Bis 1900 war das Schulhaus als Schule in Gebrauch, danach für einige Jahre als Lehrerwohnung. 1936 wurde der neu errichtete Gendarmerieposten im Schulhüsle einquartiert. Der Posten wurde jedoch nach dem Anschluss Österreichs an das Dritte Reich bereits am 1. September 1938 wieder aufgelöst. Danach fanden sich darin jeweils für einige Jahre die Raiffeisenkasse Lochau, eine Schneiderwerkstatt, ein Jugendheim, die Kaplanunterkunft und Gastarbeiterunterkünfte.
Das Alte Schulhüsle ist das älteste noch erhaltene Schulhaus in Vorarlberg. 1990 wurde auf private Initiativen, u. a. des Raithenauer Kulturkreises der Erhalt des Gebäudes problematisiert und eine umfassende Sanierung von der Gemeinde in weiterer Folge 1993 bis 1995 durchgeführt. Am 11. Juni 1995 wurde das sanierte Gebäude im Rahmen eines Dorffestes eingeweiht.
Heute ist darin die Ortsgeschichtliche Sammlung Lochau zu finden sowie eine kulturelle Veranstaltungsstätte.

## Gebäude
Das Gebäude selbst ist im unteren Stockwerk gemauert und im oberen Stockwerk als Fachwerkhaus ausgeführt. Das sehr symmetrische Fachwerk wurde erst bei der Renovierung 1993 bis 1995 freigelegt. Das Haus ist etwa 14 Meter lang und 8 Meter breit. Das Satteldach ist mit alten Biberschwanzziegeln eingedeckt.
Ursprünglich bestanden im Gebäude im oberen Stock die Lehrerwohnung und im unteren Stock zwei Klassenzimmer.